# 汉阴老父
汉阴老父，东汉人，不详姓名，漢桓帝時期曾躬耕於漢陰。
漢桓帝延熹七年十月初五(公元164年11月6日)南巡狩，十月廿三日(11月24日)幸章陵祠舊宅，十一月初一(12月2日)经过云梦澤，抵达沔水(即漢水、漢江)，百姓没有一个不去看的，唯独一位老翁没有停下耕种的活。
尚书郎南阳人张温感到很奇怪，便派人去问老翁：「所有人都在观看圣驾，你却獨自耕作不停下来，是何缘故？」老翁笑了笑，没有回答。张温从车上下来，在田间行走百步，亲自找老翁交谈。
老翁说道：「我是个草野之人，不通曉此话。请问是天下大乱才设立天子呢，还是为了天下大治而设立天子呢？天子应该像父親那样关爱天下百姓呢？还是要天下百姓像奴仆一样来侍奉天子呢？当初贤明的圣王治世，所住的房子用茅草作顶，用树枝作椽，而天下萬民安宁。如今你的君主劳役百姓以放縱自己遊樂而無所顾忌，我为你有這樣的君主感到羞耻！你怎么还忍心让别人都去看他呢？」
张温大为惭愧，问老翁的姓名，老翁没告诉他就离开了。